# Mahindra & Mahindra
Mahindra & Mahindra est une entreprise indienne qui fait partie de l'indice boursier BSE Sensex. L'entreprise, fondée en 1945, fabrique des automobiles et des tracteurs agricoles. Elle est également présente dans l'aéronautique et les deux-roues motorisés.

## Historique
En 2007, une coentreprise de Mahindra et Renault, Mahindra-Renault, a été créée et est possédée à 51 % par Mahindra. L'association est abandonnée par Renault en 2010.
Le 26 mai 2010, Mahindra & Mahindra acquiert une participation majoritaire de 55,2 % dans Reva Electric Car Company, producteur de la voiture électrique REVA. À la suite de cette acquisition, celle-ci est renommée Mahindra Reva Electric Vehicles Private Limited.
En mars 2011, souhaitant se déployer à l'international d'une part, et proposer sur le territoire indien un segment Premium à travers une nouvelle marque, le groupe rachète 70 % du capital de SsangYong Motor, constructeur coréen en faillite depuis 2009.
En octobre 2014, Mahindra rachète 51 % de Peugeot Scooters au groupe PSA. Peugeot Scooters est le plus vieux et le cinquième plus gros fabricant de deux-roues motorisés d'Europe. Il a réalisé 120 millions d'euros de chiffre d'affaires et a vendu 79.000 scooters en 2013. Peugeot Scooters possède une usine en Europe, à Mandeure dans le Doubs près de Sochaux.
Mahindra Racing annonce sa participation au championnat de Formule E FIA dès la saison inaugurale en 2014-2015 avec Karun Chandhok et Bruno Senna. Après une saison en demi-teinte, elle se restructure et recrute Nick Heidfeld à la place de Chandhok pour la 2015-2016.
En décembre 2015, Pincar vend pour 168 millions d'euros sa participation de 74 % dans Pininfarina à Mahindra & Mahindra.

## Sports mécaniques
Mahindra Racing est la branche sportive de la société Mahindra & Mahindra LTD créée en 2011 dirigée par Dilbagh Gill.

## Modèles
- Mahindra Alfa
- Mahindra Bolero
- Mahindra e2o
- Mahindra Gio
- Mahindra HyAlfa
- Mahindra KUV100
- Mahindra Maxx
- Mahindra Quanto
- Mahindra Scorpio
- Mahindra Thar
- Mahindra XUV300
- Mahindra XUV500
- Mahindra XUV700
- Mahindra Xylo
- Mahindra Verito

## Concept-cars
- Mahindra E-XUV300[7]

## Galerie

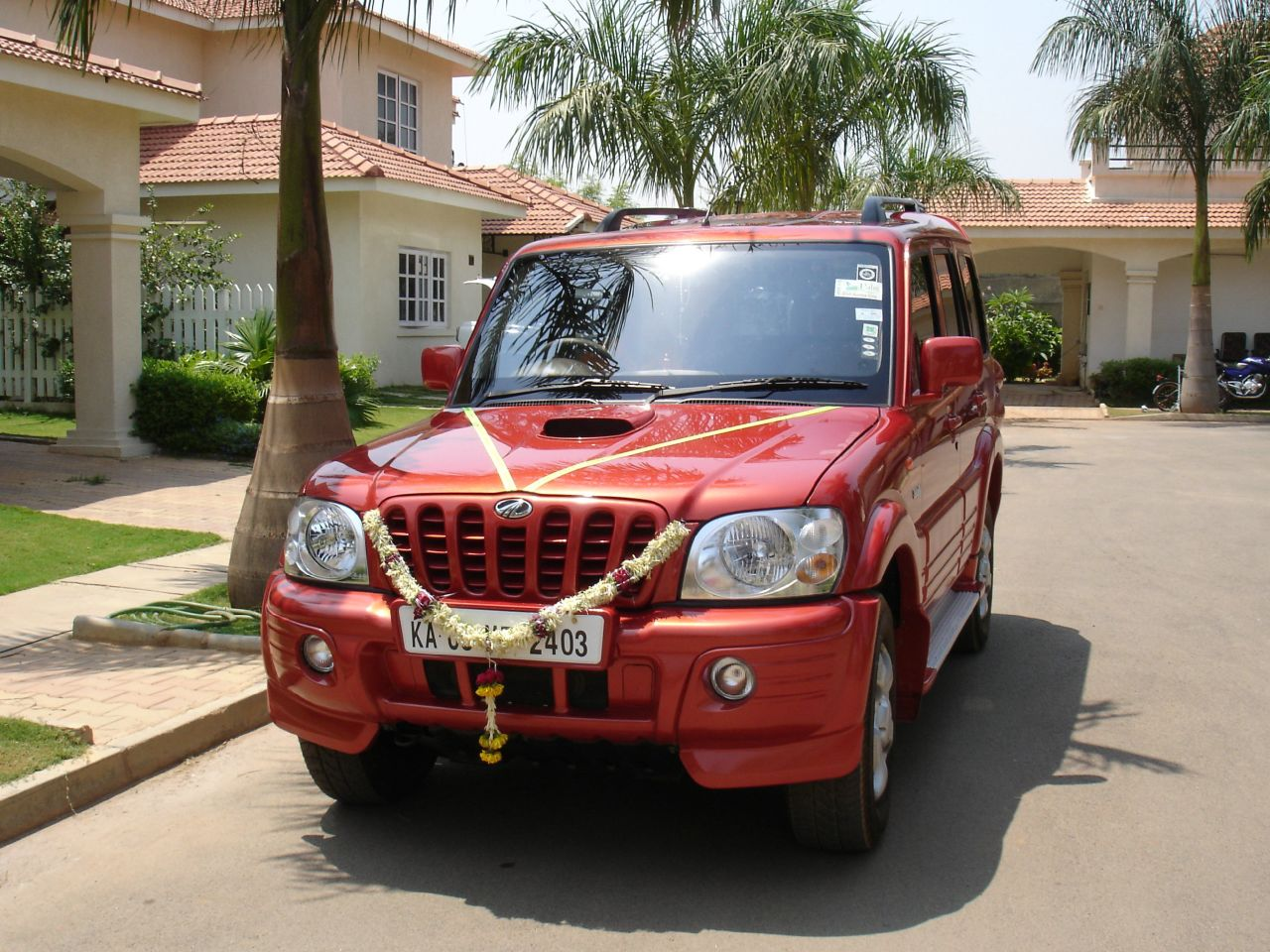
Mahindra Scorpio de seconde génération.
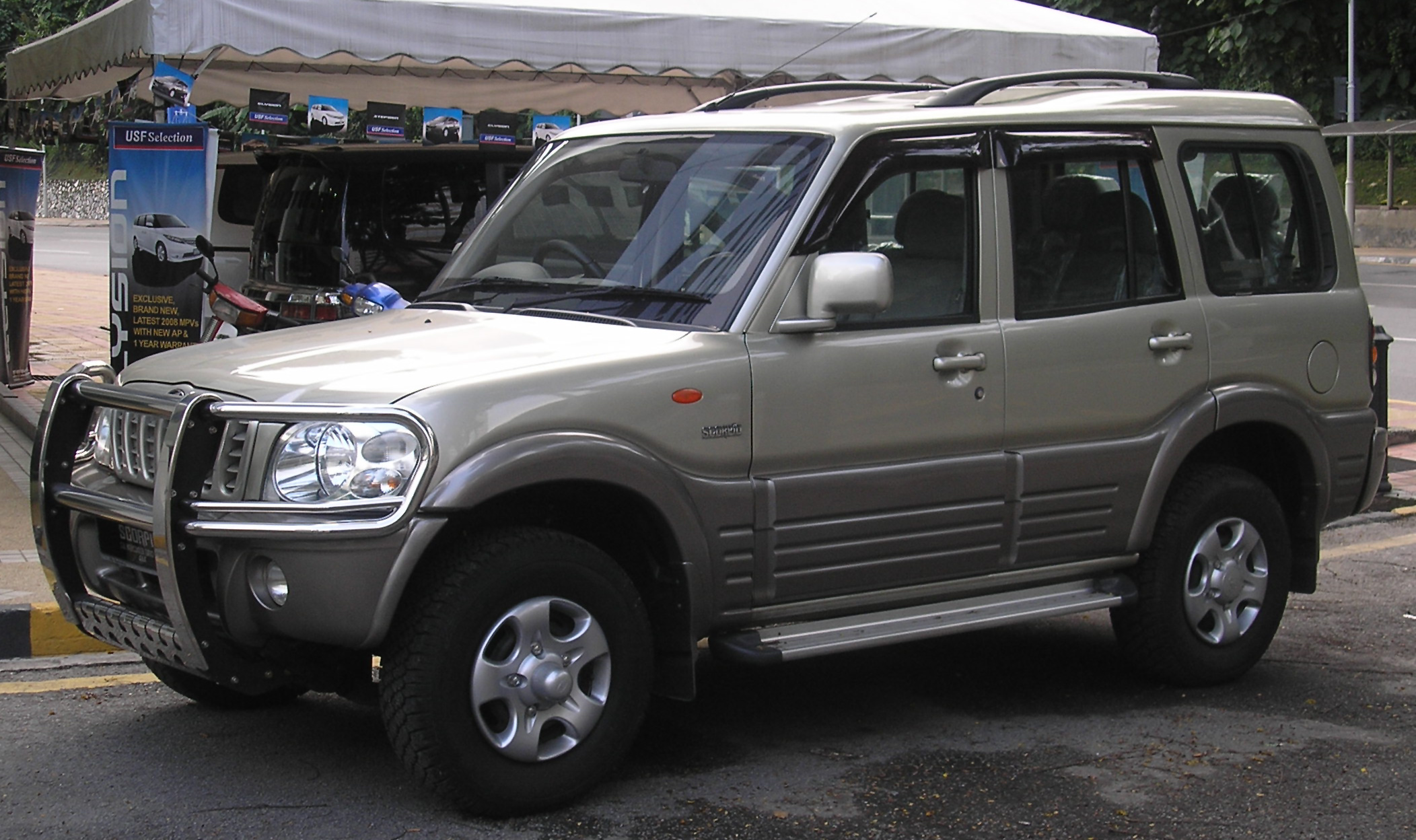
Mahindra Scorpio de première génération.
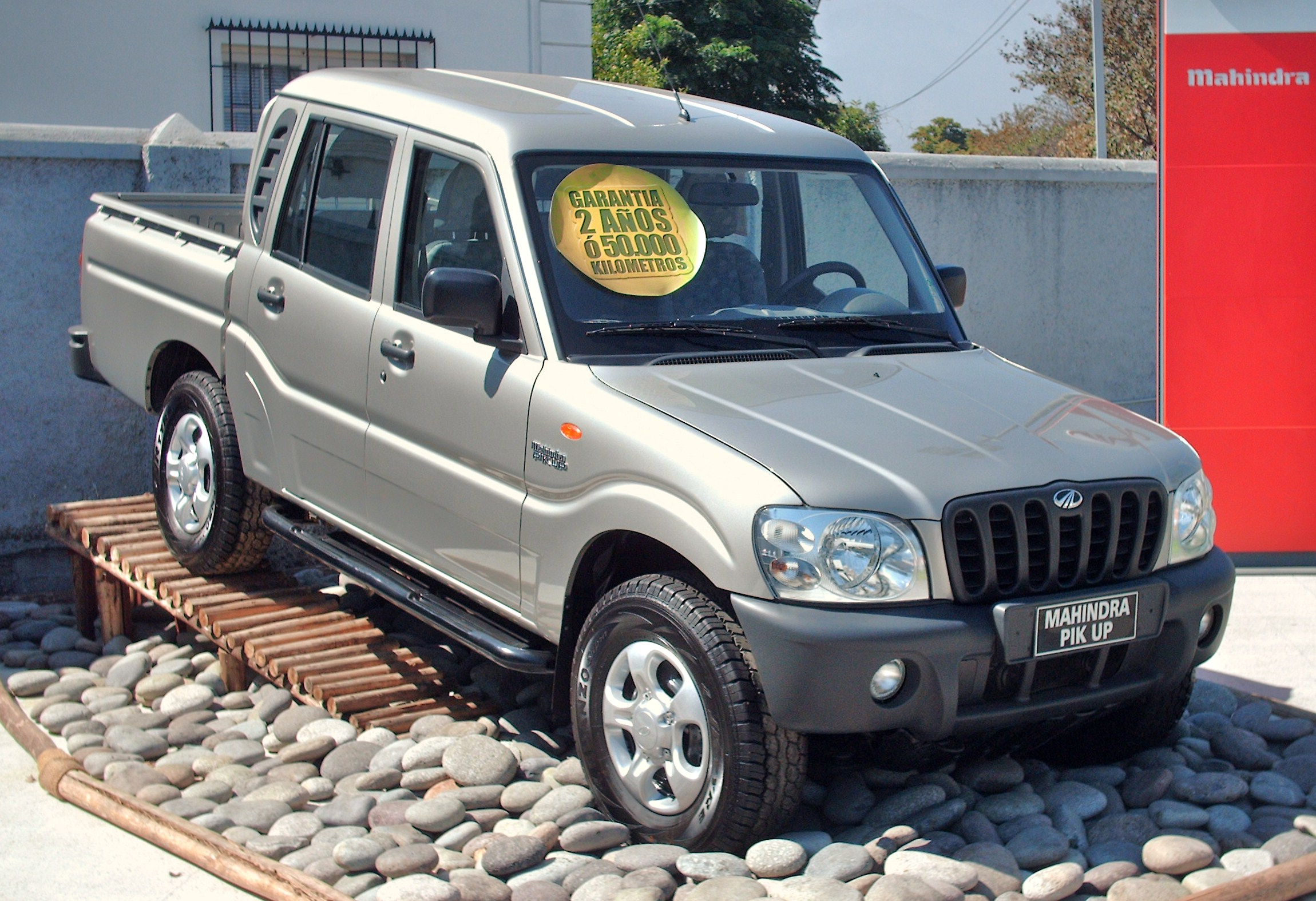
Mahindra Scorpio Pick Up.
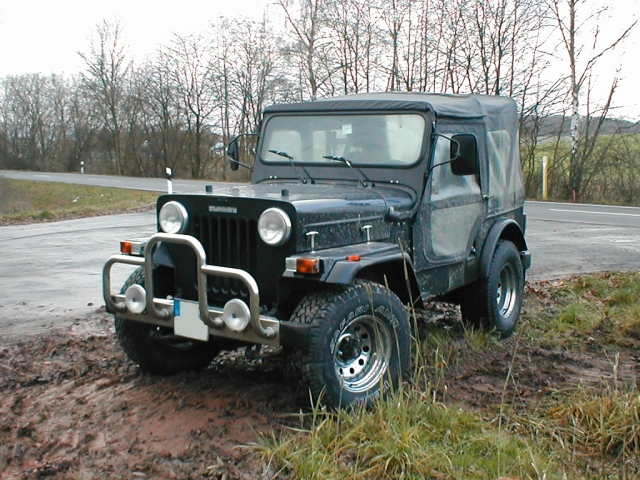
Mahindra Jeep CJ 340.
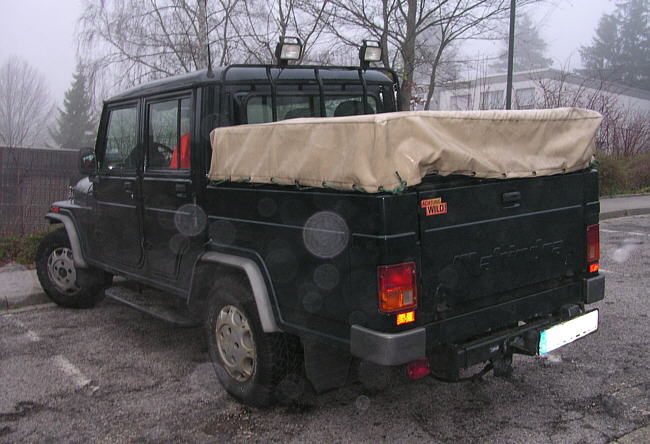
Mahindra Pick Up (vieille version).
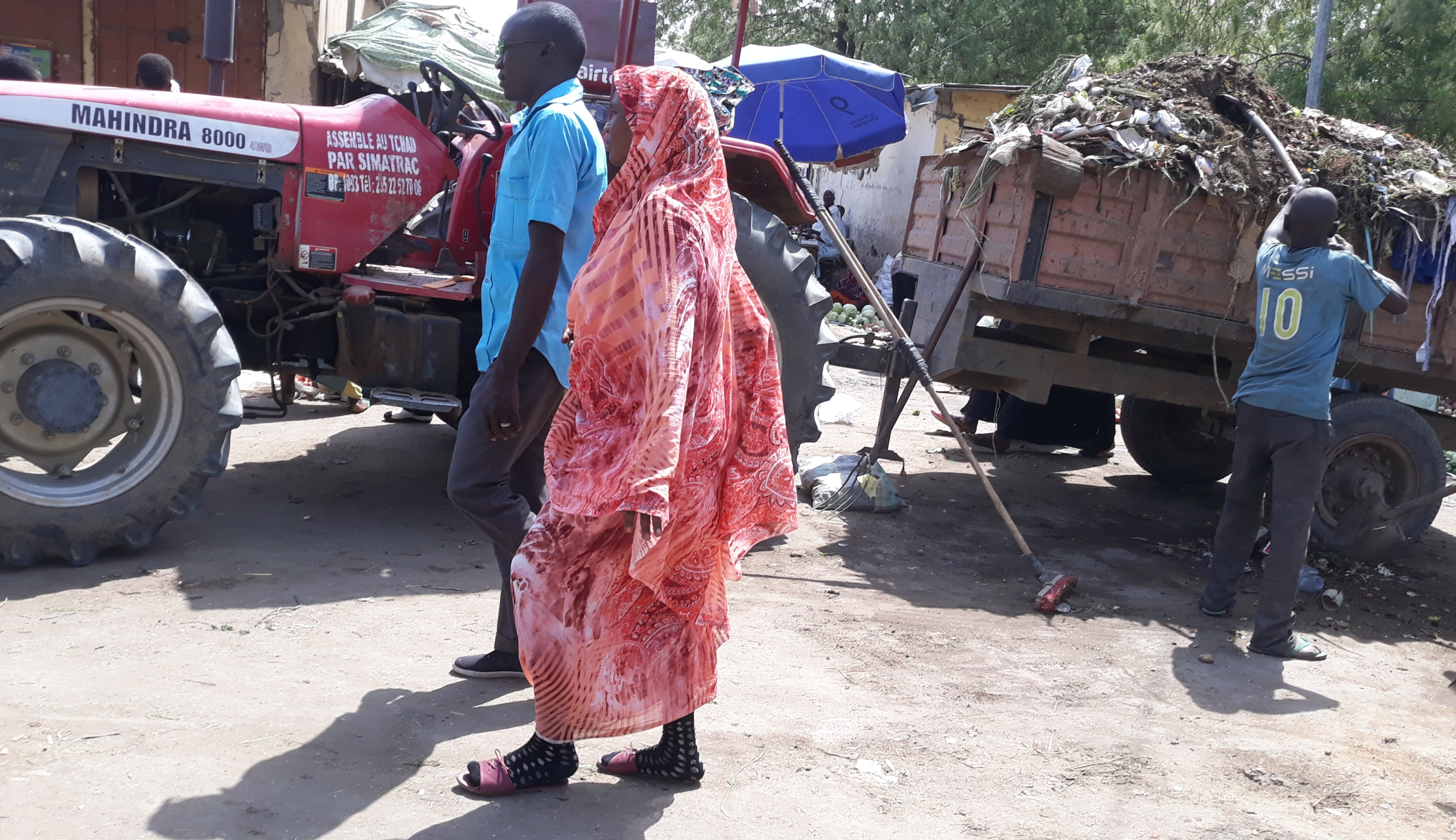
Tracteur Mahindra 8000 à N'Djaména (Tchad).